# Chlorophorus masatakai
Chlorophorus masatakai là một loài bọ cánh cứng trong họ Cerambycidae.